# Khi del Llop
Khi del Llop (χ Lupi) és un estel a la constel·lació del Llop, de magnitud aparent +3,97. Està situat a 210 anys llum de distància del sistema solar.
Khi del Llop és un estel binari les components del qual estan separats 0,21 ua i el seu període orbital és de 15,2565 dies. L'estel principal és un subgegant blau de tipus espectral B9IV i 10.650 K de temperatura efectiva. Té una lluminositat 90 vegades major que la del Sol i una massa d'unes 3 masses solars. L'estel acompanyant és una estrella blanca de la seqüència principal de tipus A2V i 9.200 K de temperatura. És 25 vegades més lluminós que el Sol i té el doble de la seva massa. L'edat d'aquest jove sistema estel·lar és inferior a 250 milions d'anys.
L'estel principal és un exemple notable d'estel de mercuri-manganès. Aquests són estels que presenten continguts especialment alts de certs elements químics en el seu espectre. En el cas de Khi del Llop, la proporció de platí i or és varis milers de vegades major que en el Sol, mentre que la proporció de mercuri arriba a ser entorn d'un milió de vegades superior. Per contra, la quantitat de calci és inusitadament baixa. Com en altres estels d'aquesta classe, això es deu a un procés de difusió, on en una atmosfera estel·lar relativament en calma, alguns elements pugen a la superfície per radiació mentre que uns altres són arrossegats cap a l'interior per l'acció de la gravetat. Alhora, l'estel secundari és un estel amb línies metàl·liques similar a la component secundària de Càstor (α Geminorum).